# Poste électrique de Sakuma
Le poste électrique de Sakuma ou poste de conversion de fréquence de Sakuma est une installation à courant continu en tête-bêche (back-to-back) permet au barrage de Sakuma d'alimenter à la fois la partie du Japon ayant une fréquence électrique de 50 et de 60 Hz. Il a été mis en service en 1965 et est le premier poste électrique de ce genre au monde. Sa puissance était alors de 300 MW et sa tension de ±125 kV. Le poste utilisait des valves à diodes à vapeur de mercure jusqu'en 1993, quand de nouvelles valves à thyristors ont été installées.

## Histoire

### Poste à valve à diodes à vapeur de mercure
Le poste électrique a été mis en service le 10 octobre 1965. Il permet d'interconnecter les deux réseaux électriques japonais qui n'ont pas la même fréquence, autrement dit sont asynchrones. L'utilisation d'une liaison à courant continu est alors la seule solution pour réaliser cette interconnexion. Il est situé à environ un kilomètre du barrage de Sakuma.
Son exploitant est electric power development. Les valves utilisant des diodes à vapeur de mercure sont fournies par ASEA, les transformateurs par Mitsubishi Electric, les filtres par Nisshin Electric.
En 1983, le poste sert à tester les premières valves à thyristors amorcées optiquement.
En 1993, les valves à vapeur de mercure ont été retirées du réseau. Une des valves à diode à vapeur de mercure est exposée au Electric Power Historical Museum de TEPCO. Une autre se trouve directement sur le poste.

### Poste à thyristors
En 1993, de nouvelles valves à thyristors fabriquées par Mitsubishi sont installées dans le même bâtiment qu'occupaient les anciennes valves à vapeur de mercure. La puissance et la configuration restent inchangées, par contre la tension est divisées par deux tandis que le courant est doublé.

## Données techniques

### Ancien poste à valve à diodes à vapeur de mercure
| Mise en service                   | 10 octobre 1965           |
| Fabricant                         | ASEA                      |
| Tension nominale                  | ±125 kV                   |
| Puissance nominale                | 300 MW                    |
| Puissance en surcharge continue   | 300 MW                    |
| Courant maximum admissible        | 1 200 A                   |
| Type de valve                     | Diode à vapeur de mercure |
| Refroidissement des valves        | à eau                     |
| Nombre d'anodes des valves        | 4                         |
| Inductance des bobines de lissage | 0,4 H                     |
| Position des bobines de lissage   | côté neutre               |

Afin de limiter la production d'harmoniques, un banc de transformateur est connecté en triangle, l'autre en étoile, un déphasage de 30 ° est ainsi obtenu entre les deux. Côté 60 Hz du poste, des transformateurs à deux enroulements monophasés ont été installés. Ils sont au nombre de six, deux par phase, et ont chacun une puissance de 61,33 MVA. De l'autre côté deux transformateurs triphasés ont été installés. Chacun d'une puissance de 176,5 MVA. Des deux côtés la tension du réseau à courant alternatif est de 275 kV. Chaque régleur en charge a une plage de ±11 %.
Le poste étant en tête-bêche, il n'y a pas de ligne de transmission. Le risque de chute de foudre sur la liaison à courant continu est donc nul, la coordination de l'isolation électrique peut donc être réduite. La tension normalisée de tenue au choc de foudre a été choisie égale à 750 kV.

### Nouveau poste à thyristors
| Mise en service                 | 1993                                                                              |
| Fabricant                       | Mitsubishi                                                                        |
| Tension nominale                | 125 kV                                                                            |
| Puissance nominale              | 300 MW                                                                            |
| Puissance en surcharge continue | 300 MW                                                                            |
| Courant maximum admissible      | 2 400 A                                                                           |
| Type thyristor                  | tension 6 kV, diamètre 4 pouces, courant permissible 2 500 A, amorcés optiquement |
| Refroidissement des valves      | à eau                                                                             |
| Nombre de thyristors par valve  | 28                                                                                |
| Nombre de thyristors total      | 336                                                                               |
| Position des bobines de lissage | côté haute tension                                                                |